# 珠海高速客轮
珠海高速客輪，全稱珠海高速客轮有限公司，於1984年成立。其業務包括海上客運、海上貨運及房地產項目等。首要營運珠海九洲港至香港高速客輪服務，是中國大陸首家开通高速客轮夜航服務的企業。其企業營運成員包括九洲藍色幹線、三亞藍色幹線等，並營運浙江省台州市的跨島渡輪服務和与印尼企业合作發展印尼島際交通項目。

## 歷史與背景
- 1984年，珠海高速客轮有限公司成立，開通九洲港至澳门水域环岛游。
- 1986年，正式經營往返珠海和香港高速客輪，首條航線為珠海九洲港至香港中國客運碼頭 (中港城)。
- 1994年，開通珠海九洲港至香港中環港澳碼頭航線。
- 1998年，成為首間內地高速客輪企業率先开通高速客轮夜航。
- 2003年，增开香洲港至万山区各海岛的航线。
- 2006年，開通珠海九洲港至香港屯門碼頭航線。2007年該航線停航。
- 2007年，開通珠海九洲港至香港國際機場航線。
- 2009年，成立子公司深圳机场高速客运公司，經營深圳機場至香港機場航線。
- 2012年，完成收購集团下属珠海市九洲邮轮有限公司、珠海经济特区海通船务有限公司、珠海九洲能源有限公司、珠海九洲港加油站和珠海市珠澳轮渡有限公司。
- 2013年，該公司开始向“蓝色海洋旅游”转型升级。
- 2014年，与湖南龙骧交通集团合作并控股成立湖南九洲龙骧水上客运公司，经营长沙市湘江橘子洲水上客运观光旅游。
- 2016年，与印尼SATU公司共同發展多個印尼跨島海上交通項目。
- 2017年，与浙江省台州市椒江区合作，開通台州市區至大陈岛航線，並發展大陈岛項目。同年，与珠海香洲正方控股合作开发建设珠海帆船驿站，並与中交海南投资合作成立三亚蓝色干线旅游发展公司，發展海南省三亞市海上旅遊項目。

- 2020年1月下旬至3月初起，受2019冠狀病毒病影響，珠海九洲港往返香港中港城、港澳碼頭和香港國際機場航線，深圳機場至香港國際機場航線停航。[3][4][5]
- 2021年3月1日，新增珠海九洲港往返澳門氹仔客運碼頭的航線，每日對開10班。[6]
- 2021年7月16日，新增珠海九洲港往返澳門外港客運碼頭的航線，每日對開2班。[7]
- 2022年1月，澳門外港及氹仔往返珠海九洲港航線停航。
- 2022年8月，新增海上遊「暢遊伶仃洋」航線。[8]
- 2023年1月15日，珠海九洲港至香港的海上客運航線復航。[9]
- 2023年7月15日，澳門氹仔往返珠海桂山島海上航線開通，週六、日營運，每日提供2個來回航班。[10]

## 珠海本地客運航線
珠海高速客轮(九洲藍色幹線)
- 海上看珠海
- 九洲港 ↔ 九洲島
- 九洲港 ↔ 東澳島
- 香洲港 ↔ 万山群岛
- 橫琴客運碼頭 ↔ 东澳岛

## 跨市客運航線 (珠海至深圳)
與鵬星船務及招商迅隆船務聯營 
珠海九洲港 ↔ 深圳蛇口港 （蛇口郵輪中心）

珠海九洲港 ↔ 深圳机场码头 （深圳寶安國際機場）
|                                                                        |                                                                        |
| 船期表                                                                 |                                                                        |
| 珠海(九洲港) → 深圳蛇口                                                | 深圳蛇口 → 珠海(九洲港)                                                |
| 08:00 / 09:00 / 11:00 / 12:00 / 14:00 / 16:00 / 17:00 / 19:30 / 21:30# | 07:30 / 09:30 / 10:30 / 12:30 / 14:00 / 15:30 / 17:45 / 19:30 / 21:30# |
| #逢周五、六及日開 航程：60分鐘                                         |                                                                        |

|                                                         |                                                         |
| 船期表                                                  |                                                         |
| 珠海(九洲港) → 深圳機場碼頭                             | 深圳機場碼頭 → 珠海(九洲港)                             |
| 10:20 - 11:30 13:20 - 14:30 16:40 - 15:50 19:40 - 20:50 | 08:50 - 10:00 11:50 - 13:00 14:50 - 16:00 18:10 - 19:20 |

- 蛇口航線票價

| 珠海(九洲港) ←→ 深圳(蛇口) |            |        |          |
| 普通(成人)                 | 老人或兒童 | 學生票 | 往返套票 |
| ￥110                      | ￥55       | ￥100  | ￥210    |

- 深圳機場航線票價

| 珠海(九洲港) ←→ 深圳(福永) |                   |                  |                   |
| 普通舱(成人)               | 普通舱(學生)      | 普通舱(殘疾軍人) | 普通舱(小童/长者) |
| ￥130                      | ￥120             | ￥ 65            | ￥ 65             |
| 头等舱(成人)               | 头等舱(小童/长者) | VIP舱(成人)      | VIP舱(小童/长者)  |
| ￥160                      | ￥ 95             | ￥190            | ￥125             |

## 跨境客運航線 (九洲藍色幹線)
香港航線票務由珠江客運代理，澳門航線票務由粵通船務代理。

### 香港市區航線
珠海高速客轮(九洲藍色幹線) 

珠海九洲港 ↔ 中港城

珠海九洲港 ↔ 港澳码头 

珠海九洲港 ↔ 屯門碼頭 (經香港國際機場海天客運碼頭)

桂山岛 ↔ 香港中港城
|                                                               |                                                               |
| 船期表                                                        |                                                               |
| 珠海(九洲港) → 香港中港城                                     | 香港中港城 → 珠海(九洲港)                                     |
| 08:00 / 10:00 / 11:45 / 14:00 / 16:00 / 17:00 / 17:30#        | 07:45 / 09:30 / 11:30 / 13:30 / 15:30 / 17:45 / 19:00#        |
| 珠海(九洲港) → 香港港澳碼頭                                   | 香港港澳碼頭 → 珠海(九洲港)                                   |
| 09:00 / 11:00 / 13:00 / 15:00 / 18:00 / 19:00 / 20:00 / 21:30 | 08:30 / 10:30 / 12:30 / 14:00 / 16:30 / 19:30 / 20:30 / 21:30 |
| #逢周五開 航程：70分鐘                                        |                                                               |

- 票價

| 香港(中港城 / 港澳碼頭)→ 珠海(九洲港) |              |                           |
| 贵宾（成人）                          | 头等（成人） | 普通（成人）              |
| $ 325                                 | $ 290        | $ 330 (來回) $ 210 (單程) |
| 贵宾（兒童）                          | 头等（兒童） | 普通（兒童）              |
| $ 208                                 | $ 188        | $ 123                     |
| 珠海(九洲港)→香港(中港城 / 港澳碼頭)  |              |                           |
| 贵宾（成人）                          | 头等（成人） | 普通（成人）              |
| ￥275                                 | ￥245        | ￥300 (來回) ￥175 (單程) |
| 贵宾（兒童）                          | 头等（兒童） | 普通（兒童）              |
| ￥165                                 | ￥150        | ￥ 95                     |

### 香港機場航線
珠海高速客轮(九洲藍色幹線) 

珠海九洲港 ↔ 海天客運碼頭(香港國際機場)

|                             |                             |
| 船期表                      |                             |
| 珠海(九洲港) → 香港國際機場 | 香港國際機場 → 珠海(九洲港) |
| 09:30 12:40 15:25 18:35     | 12:15 14:15 17:00 20:10     |

- 票價

| 香港國際機場(海天客運碼頭)→ 珠海(九洲港) |              |              |
| 贵宾（成人）                             | 头等（成人） | 普通（成人） |
| $ 375                                    | $ 340        | $ 260        |
| 贵宾（兒童）                             | 头等（兒童） | 普通（兒童） |
| $ 220                                    | $ 200        | $ 135        |
| 珠海(九洲港)→香港國際機場(海天客運碼頭)  |              |              |
| 贵宾（成人）                             | 头等（成人） | 普通（成人） |
| ￥380                                    | ￥350        | ￥280        |
| 贵宾（兒童）                             | 头等（兒童） | 普通（兒童） |
| ￥215                                    | ￥200        | ￥145        |

由子公司深圳機場高速客運公司營運 

深圳机场码头 ↔ 海天客運碼頭(香港國際機場)
|                           |                           |
| 船期表                    |                           |
| 深圳(福永) → 香港國際機場 | 香港國際機場 → 深圳(福永) |
| 08:35 11:30 15:30 18:30   | 10:15 14:30 16:50 20:00   |

- 票價

| 香港國際機場(海天客運碼頭)→ 深圳福永(寶安國際機場) |              |              |
| 贵宾（成人）                                       | 头等（成人） | 普通（成人） |
| $ 395                                              | $ 345        | $ 295        |
| 贵宾（兒童）                                       | 头等（兒童） | 普通（兒童） |
| $ 220                                              | $ 190        | $ 160        |
| 深圳福永(寶安國際機場)→香港國際機場(海天客運碼頭)  |              |              |
| 贵宾（成人）                                       | 头等（成人） | 普通（成人） |
| ￥395                                              | ￥345        | ￥295        |
| 贵宾（兒童）                                       | 头等（兒童） | 普通（兒童） |
| ￥220                                              | ￥190        | ￥160        |

### 澳門航線
- 澳門氹仔↔ 珠海桂山島
  - 2023年7月15日開辦[11][12]

|                                     |
| 船期表                              |
| 澳門氹仔出發                        |
| 10:10 17:00                         |
| 珠海桂山島出發                      |
| 12:30 16:00                         |
| 備註                                |
| 僅限星期六、日營運，單日運營4個班次 |

- 票價

| 澳門氹仔↔ 珠海桂山島                                  |            |            |            |
| 成人普通舱                                            | 成人头等舱 | 小童普通舱 | 小童头等舱 |
| ￥158                                                 | ￥188      | ￥79       | ￥108      |
| 1歲以下為嬰兒免費票，1-6歲為小童票，6歲以上為成人票。 |            |            |            |

## 其他地區客運航線
中华人民共和国浙江省台州市
- 浙江省台州市 ↔ 大陈岛

 印度尼西亞
- 巴淡岛 ↔ 达仁巴岛

## 船隊
- 九洲藍色干線 (包括本地航線、珠海-深圳航線、珠海-香港及珠海九洲港-澳門氹仔航線)

| 圖片 | 船名 (中文/英文)        | 船種                              | 出廠年份     | 總載客量(人) | 航速(節) | 備註                                               |
|      | 海洋 Hai Yang           | Austal 40m                        | 1995年8月    | 338          | 33.5     | 蓝色干线塗裝，現行走珠海內陸線或珠海往返深圳線。   |
|      | 海弛 Hai Chi            | Austal 40m                        | 1997年6月    | 338          | 33       | 前名「南華[Nan Hua]」，蓝色干线塗裝                |
|      | 南沙陸拾捌 NANSHA No.68 | New Tech 42M                      | 1998年6月    | 385          | 43       | 由早興船務租用至珠海九洲港線，蓝色干线塗裝，已退租 |
|      | 海舜 Hai Shun           | 珠海市琛龍船廠 30.9米沿海高速客船 | 2006年10月   | 149          | 27       | 蓝色干线塗裝                                       |
|      | 海喬 Hai Qiao           | 珠海顯利船廠 26米鋁合金雙體船     | 2009年       | 199          | 28       | 蓝色干线塗裝                                       |
|      | 海鈞 Hai Jun            | 宏德Seacat 33m                    | 2009年7月    | 243          | 27.5     | 蓝色干线塗裝                                       |
|      | 海鉅 Hai Ju             | 英輝35米鋁合金雙體船              | 2012年上半年 | 198          | 29       | 蓝色干线塗裝                                       |
|      | 海堯 Hai Yao            | 英輝35米鋁合金雙體船              | 2012年上半年 | 198          | 29       | 蓝色干线塗裝                                       |
|      | 海鈞 Hai Jun            | 宏德Seacat 33m                    | 2009年7月    | 243          | 27.5     | 蓝色干线塗裝                                       |
|      | 海琴 Hai Qin            | 英輝coastal cruiser 288           | 2016年1月    | 288          | 38       | 蓝色干线塗裝                                       |
|      | 海璟 Hai Jing           | 英輝coastal cruiser 288           | 2016年1月    | 288          | 38       | 蓝色干线塗裝                                       |
|      | 新海威 Xin Hai Wei      | 澳龙船艇 42米双体高速客船         | 2017年       | 288          | 38.6     | 蓝色干线塗裝                                       |
|      | 新海亮 Xin Hai Liang    | 澳龙船艇 40米双体高速客船         | 2018年       | 272          | 27.5     | 蓝色干线塗裝                                       |
|      | 新海驰 Xin Hai Chi      | 澳龙船艇 42米双体高速客船         | 2020年       | 238          | 36       | 蓝色干线塗裝                                       |

- 深圳機場高速客運有限公司

| 圖片 | 船名 (中文/英文)   | 船種                      | 出廠年份  | 總載客量(人) | 航速(節) | 備註                                        |
|      | 機場19 JI CHANG 19 | 澳龍船艇 42米鋁合金雙體船 | 2020年1月 | 280          | 31       | 行走深圳機場線 深圳機場高速客運有限公司塗裝 |

## 外部連結
珠海市高速客輪有限公司官方網站 （页面存档备份，存于）